# NGC 220
NGC 220 là cụm sao mở nằm cách Mặt trời trong Đám mây Magellan nhỏ khoảng 210.000 năm ánh sáng. Nó nằm trong chòm sao Đỗ Quyên. Nó được phát hiện vào ngày 12 tháng 8 năm 1834 bởi John Herschel.